# Vunk
Vunk, tidigare Vank, är en rumänsk musikgrupp bildad 1994.

## Karriär
År 2008 ändrade gruppen namn och bytte ut två av sina tidigare medlemmar mot Bogdan och Gabi. Deras mest kända låt är singeln "Pleaca" från 2011 som framförs tillsammans med sångerskan Antonia Iacobescu. Den officiella musikvideon till låten hade fem miljoner visningar på Youtube i september 2012.